# Notus (Idaho)
Notus é uma cidade localizada no estado americano de Idaho, no Condado de Canyon.

## Demografia
Segundo o censo americano de 2000, a sua população era de 458 habitantes.
Em 2006, foi estimada uma população de 549, um aumento de 91 (19.9%).

## Geografia
De acordo com o United States Census Bureau tem uma área de
1,0 km², dos quais 1,0 km² cobertos por terra e 0,0 km² cobertos por água. Notus localiza-se a aproximadamente 708 m acima do nível do mar.

## Localidades na vizinhança
O diagrama seguinte representa as localidades num raio de 16 km ao redor de Notus.